# ダブリン (ジョージア州)

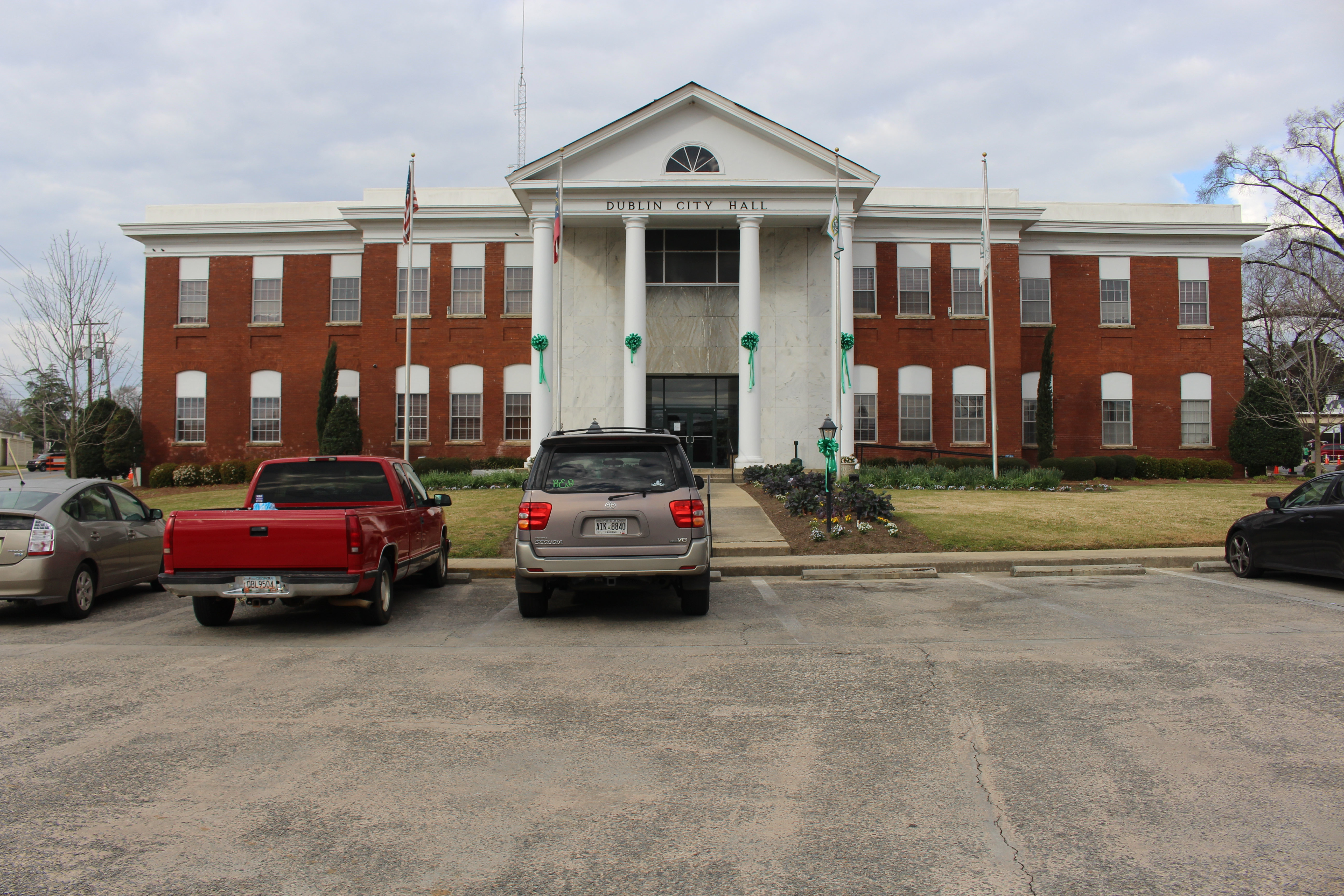
市役所

ダブリン（Dublin）は、アメリカ合衆国ジョージア州の都市。ローレンス郡の郡庁所在地である。人口は1万6074人（2020年）。

## 歴史
西洋人が来る前はクリーク族の居住地であった。19世紀初頭までには西洋人の居住地となった。その後は、サバンナとアトランタのちょうど中間にある立地を生かし、綿、とうもろこし、大豆などの集散地として発達した。
ネイティブインディアンの後の民族構成については、当初はスコットランド系が多く、それからアフリカ系が増加した。20世紀末頃からはアジアやラテンアメリカからの移民も増加している。

## 地理

ローレンス郡内の位置（右）

ジョージア州中央部に位置している。標高67m。座標は北緯32度32分26秒 西経82度54分14秒 / 北緯32.54056度 西経82.90389度

## 姉妹都市
- 大崎市（日本・宮城県）